# Filippo D'Arpa
Filippo D'Arpa (Palermo, 29 dicembre 1962) è uno scrittore, giornalista e drammaturgo italiano.

## Gli esordi
L'esordio nel mondo della letteratura è arrivato con due raccolte di poesie pubblicate agli inizi degli anni ottanta, Scivolano sugli occhi e Pietre. Nel 1986 ha iniziato la carriera giornalistica lavorando per un'emittente televisiva palermitana, prima di approdare a Telecolor, circuito televisivo siciliano lavorando per il quale è diventato giornalista professionista. Dal 1990 è diventato corrispondente per la Sicilia per Il Mattino. Negli anni novanta ha collaborato con L'Europeo e con altri settimanali ed è approdato al Giornale di Sicilia, quotidiano per il quale lavora attualmente.
Ha diretto il Festival della Legalità.

## I libri
Nel 2001 D'Arpa ha pubblicato per Mursia il suo primo libro, L'isola che se ne andò, un'inchiesta storica scritta sotto forma di romanzo sulla storia dell'Isola Ferdinandea. Il libro ha suscitato polemiche dopo un articolo-recensione pubblicato sul Corriere della Sera, che ha provocato la reazione del quotidiano inglese The Times che rivendicava il possesso dell'isola per la Gran Bretagna. 
Nel 2003 il ritorno nelle librerie, ancora per Mursia, con Tarantola ballerina, un giallo storico ambientato nella Sicilia del Settecento e incentrato sul personaggio di Giovanni Della Valle, capitano di polizia nobile ma illuminista. I diritti del libro sono stati acquisiti da una produzione televisiva per la realizzazione di una fiction. Nel 2007 ha curato con Salvo Toscano l'antologia di racconti La scelta - Storie da non dimenticare, dedicata alla memoria delle vittime della mafia, all'interno della quale ha pubblicato il racconto La radio gracchiava.
Nel 2008 ha pubblicato "Altri Tempi" per Novantacento, una serie di racconti su personaggi e fatti storici realmente accaduti.

## Il teatro
Nel 2002 D'Arpa ha scritto la sua prima opera teatrale, una riduzione de L'isola che se ne andò intitolata L'isola che si lasciò morire. L'opera ha debuttato lo stesso anno al teatro antico di Segesta con l'attore Ernesto Maria Ponte come protagonista e nel 2005 è stata messa in scena da Leo Gullotta.
Nel 2004 il ritorno sulle scene con Malgrado tutto, uno spettacolo teatrale - che anche in questo caso ha debuttato al teatro antico di Segesta, con Ponte e Antonio Pandolfo come protagonisti - che racconta la storia di un giornale realizzato da un gruppo di giovani in provincia di Agrigento con l'aiuto di Leonardo Sciascia. Nel 2005 D'Arpa e Ponte hanno scritto insieme lo spettacolo satirico Il Ponte mi sta stretto, con una collaborazione rinnovata nel 2007 per lo spettacolo Vi intercetto a tutti. Entrambe le opere hanno debuttato al teatro Agricantus di Palermo.
Nel 2008 ha scritto con Felice Cavallaro La Finestra, andata in scena al Teatro Lirico Bellini di Catania e al Teatro Stabile Biondo di Palermo.
Nel 2009 ha scritto con Gaetano Savatteri e Felice Cavallaro Piazza delle vergogne, messa in scena a Villa Filippina per il secondo Festival della Legalità.